# 海因茨·哈梅尔

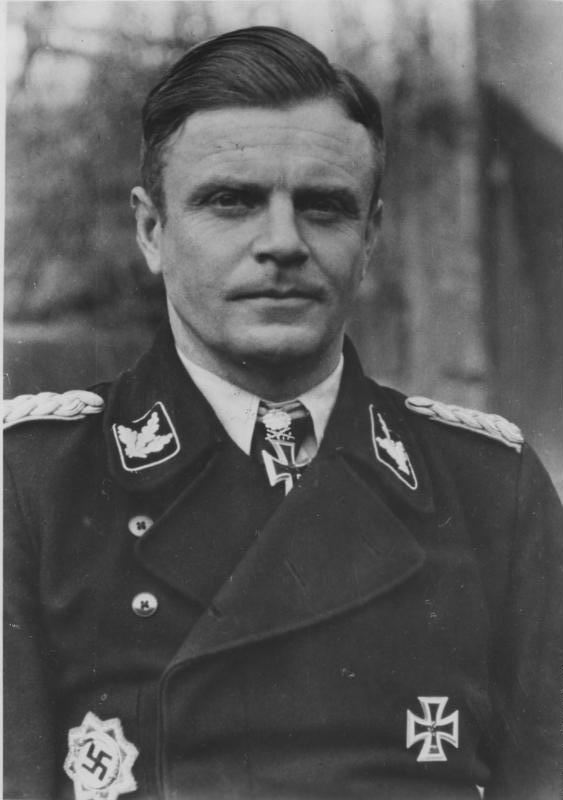
海因茨·哈梅尔

海因茨·哈梅尔（Heinz Harmel，1906年6月29日—2000年9月2日）是一位納粹德國党卫队军官，曾在第二次世界大战期间指挥親衛隊第10師。哈梅尔曾获颁骑士铁十字勋章。最后，哈梅尔在奥地利向盟军投降，並被英方拘押。